# تضخم ناتج عن الطلب

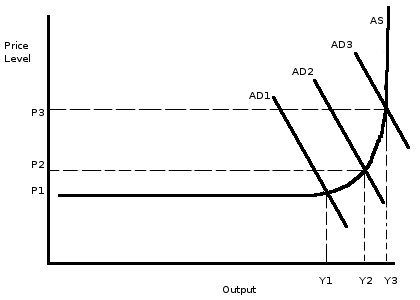
زيادة الطلب الكلي أسرع من الإنتاج.

التضخم الناتج عن الطلب (بالإنجليزية: Demand-pull inflation)‏، هو التضخم الناتج عن حدوث زيادة في الطلب الكلي والتي لا يمكن أن تقابلها زيادة مماثلة في الإنتاج، أي أن الأسعار ترتفع نتيجة لزيادة الطلب عن الطاقة الإنتاجية للاقتصاد القومي، وفي هذه الحالة فإن زيادة الإنفاق في الاقتصاد القومي لا تمثل زيادة في الإنتاج الحقيقي بقدر ما تكون نتيجة زيادة الأسعار.
يُعتبر التضخم الناتج عن الطلب زيادة مفرطة في الطلب على السلع والخدمات في وجود نقص مفرط في المعروض من هذه السلع والخدمات سواء كان السبب من مادة واحدة من مواد الإنتاج أو أكثر وينتج عن ذلك الارتفاع في الأسعار.

## كيفية حدوثه
في الاقتصاد الكينزي، تؤدي زيادة فرص العمل إلى زيادة الطلب الكلي، مما يؤدي إلى زيادة توظيف الشركات لزيادة الإنتاج. وبسبب القيود المفروضة، فإن هذه الزيادة في الناتج ستصبح في نهاية المطاف صغيرة جداً بحيث يرتفع سعر السلعة. ويتناقض تضخم الطلب مع تضخم التكاليف، عندما يتم نقل الزيادات في الأسعار والأجور من قطاع إلى آخر. ومع ذلك فإن بالإمكان اعتبار هذه الجوانب مختلفة من منظور العملية التضخمية الشاملة.